# Grande-Bretagne aux Jeux mondiaux
La Grande-Bretagne et Irlande du Nord, usuellement abrégé en « Grande-Bretagne », est le nom utilisé par le Royaume-Uni aux Jeux mondiaux.
Le pays a participé à tous les Jeux mondiaux depuis la première édition de 1981.

## Bilan général

### Par année
| Édition | Année | Ville       | Pays       |    |    |    | Total | Rang |
| 1e      | 1981  | Santa Clara | États-Unis | 3  | 4  | 4  | 11    | -    |
| 2e      | 1985  | Londres     | Angleterre | 11 | 11 | 21 | 43    | -    |
| 3e      | 1989  | Karlsruhe   | Allemagne  | 6  | 6  | 11 | 23    | -    |
| 4e      | 1993  | La Haye     | Pays-Bas   | 12 | 5  | 9  | 26    | -    |
| 5e      | 1997  | Lahti       | Finlande   | 6  | 8  | 8  | 22    | -    |
| 6e      | 2001  | Akita       | Japon      | 4  | 7  | 11 | 22    | -    |
| 7e      | 2005  | Duisbourg   | Allemagne  | 3  | 5  | 10 | 18    | 15e  |
| 8e      | 2009  | Kaohsiung   | Taïwan     | 4  | 6  | 9  | 19    | 11e  |
| 9e      | 2013  | Cali        | Colombie   | 6  | 6  | 3  | 15    | 9e   |
| 10e     | 2017  | Wrocław     | Pologne    | 3  | 4  | 4  | 11    | 22e  |
| 11e     | 2022  | Birmingham  | États-Unis | 6  | 3  | 4  | 13    | 13e  |